# رضا امر اللهي
رضا امر الله ( (بالفارسية: رضا امراللهی) ) فيزيائي وأستاذ . شغل منصب إدارة منظمة الطاقة الذرية الإيرانية ، عمل أستاذاً لبعض الجامعات الإيرانية مثل جامعة خاجي ناصر وجامعة أمير كبير. رضا أمر الله هو رئيس منظمة الطاقة الذرية الإيرانية الثاني في إدارة الرئيس الإيراني من 1981 إلى 1997.

## المناصب
- نائب وزير الطاقة النووية في منظمة الطاقة الذرية الإيرانية (1982-1989)
- عضو في إدارة الأمان النووي في منظمة الطاقة الذرية الإيرانية (1980-1997)
- رئيس منظمة الطاقة الذرية في جمهورية إيران الإسلامية (1997-1988)
- عضو مجلس الوزراء بجمهورية إيران الإسلامية، 1997
- عضو هيئة التدريس بجامعة أمير كبير للتكنولوجيا (1997-1964)
- رئيس جامعة خاجة ناصر للتكنولوجيا منذ (2000-2007)
- عضو هيئة تدريس، قسم الفيزياء، جامعة خاجة ناصر الدين الطوسي للتكنولوجيا (1997 حتى الآن)
- نائب وزير الطاقة منذ عام 2001
- وهو عضو في هيئة تحرير المجلة الإيرانية للعلوم والتكنولوجيا ومرشح لمنصب المدير العام للوكالة الدولية للطاقة الذرية .
- باحث ورئيس قسم الاندماج النووي (1376-1386)

## التدريس الاكاديمي
رضا أمر الله هو عضو هيئة التدريس بقسم الفيزياء في جامعة الأمير كبير بين عامي 1997 و 1985 وكان عضوًا في كلية الفيزياء بجامعة خاجة ناصر الدين الطوسي للتكنولوجيا منذ ذلك الحين. رضا أمرلاحي هو عميد كلية الفيزياء وهندسة الطاقة في جامعة أمير كبير.  كما بدأ برنامج الدكتوراه في كلية الهندسة النووية والفيزياء، جامعة أمير كابير للتكنولوجيا، طهران. وافق مع بعض المسؤولين على درجة البكالوريوس في هندسة الطاقة من وزارة العلوم. قبل هذا المجال الإدخالات الأولى في جامعة أمير كبير للتكنولوجيا منذ عام 2015